# Російський горностаєвий кріль
Російський горностаєвий або Гімалайський кролик — порода кролів м'ясо-шкуркового напряму.

## Біологічні характеристики
Дорослий самець російського горностаєвого кролика має досить широкі груди, міцні бічні й поперекові м'язи. Довжина тіла може варіюватися від 50 до 52 сантиметрів.
Самиця горностаєвого кролика має пружний живіт і 8 сосків. Незалежно від статі, вага дорослої особини становить близько 4 кілограмів.
Кроленята народжуються повністю білими. Мордочка, вуха й кінчики лабетів з часом темніють і стають чорними або темно-коричневими. В окролі в середньому буває до 8 кроленят. При цьому смертність кроленят знаходиться на дуже низькому рівні.
Основними перевагами породи вважаються простота утримання й розведення, висока витривалість і плідність у кролиць, а також чудові показники здоров'я.

## Історія
Питання, що стосується походження російського горностаєвого кролика, дотепер залишається відкритим. Але більшість фахівців схиляються до того, що порода російський горностаєвий своїм корінням походить від горностаєвих кроликів, що були завезені з Великої Британії наприкінці 20-х років минулого сторіччя. Це були невеликі за розміром тварини з густим хутром, схожим на горностаєвий. Довжина тулуба предків сучасних горностаєвих кроликів варіювалася від 36 до 40 сантиметрів, а маса тіла становила від 1,5 до 2,5 кілограмів.
У результаті селекції вдалося одержати російського горностаєвого кролика, попит на який залишається на стабільно високому рівні донині. Його вага становить не менш 3,8 кг, а окремі особини можуть досягати 4,9 кілограмів.